# L’Absie
L’Absie – miejscowość i gmina we Francji, w regionie Nowa Akwitania, w departamencie Deux-Sèvres.
Według danych na rok 1990 gminę zamieszkiwało 1 255 osób, a gęstość zaludnienia wynosiła 96 osób/km² (wśród 1467 gmin regionu Poitou-Charentes L’Absie plasuje się na 231. miejscu pod względem liczby ludności, natomiast pod względem powierzchni na miejscu 675.).